# Tullgrenius afghanicus
Tullgrenius afghanicus är en spindeldjursart som beskrevs av Beier 1959. Tullgrenius afghanicus ingår i släktet Tullgrenius och familjen Atemnidae. Inga underarter finns listade i Catalogue of Life.